# Indian God Rock
Koordinaten: 41° 19′ 48″ N, 79° 49′ 27″ W

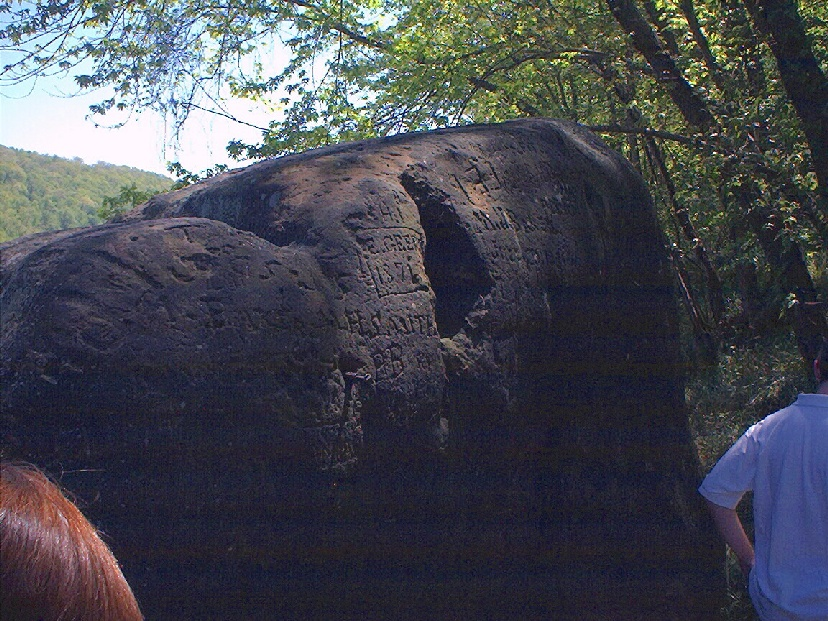
Ansicht der Rückseite

Der Indian God Rock (auch Indian God Rock Petroglyphs Site, 36VE26) ist ein Findling im Nordwesten des US-Bundesstaates Pennsylvania. Er befindet sich in der Nähe der Siedlung Brandon in der Rockland Township im Venango County.
Er ist wegen der Petroglyphen auf einer der Seiten, die Europäern seit 1749 bekannt sind, ein signifikantes Kulturdenkmal. Wegen dieser Petroglyphen wurde der Stein zum Zielpunkt von Landvermessern, Touristen und Wissenschaftlern.

## Geologie
Als einer von vielen Findlingen am Allegheny River im Venango County ist der Indian God Rock aus Sandstein beschaffen und misst ungefähr 22×14×10 Fuß. Da Sandstein relativ einfach zu gravieren ist, bot der Findling eine leicht zu bearbeitende Oberfläche für die Schaffung von Felsgravuren.

## Geschichte
Unter den 55 (laut Erfassungsformular waren es 56, s. Quellen) unterschiedlichen Elementen, die in die Oberfläche des Felsens eingraviert sind, befinden sich Darstellungen von Menschen und Tieren in unterschiedlichen Zusammenhängen, aber auch abstrakte oder symbolische Formen. Zwei der Gravuren zeigen Bogenschützen. Dabei handelt es sich um die einzige bekannte indigene Felsgravur im Ohio Valley, die Bogenschützen darstellt. Ein Wissenschaftler wies darauf hin, dass die Ähnlichkeit zwischen verschiedenen in den Findling gravierten Figuren und Zeichnungen auf Birkenrindendokumenten daraufhin deuten, dass der Findling von Medizinmännern genutzt worden sein könnte und die relative Abwesenheit von kriegerischen Themen zeige, dass die Leute, die diese Gravuren anfertigten, einer friedlichen Kultur angehört haben.
Das Alter der Petroglyphen ist ungewiss. James Swauger, Leiter des Carnegie Museum of Natural History, der sie einige Jahre nach einem ersten Besuch 1958 erstmals untersuchte, nimmt an, dass sie nach dem Jahr 900, wahrscheinlich jedoch nach 1200 angefertigt wurden, sicherlich vor 1750. Er vermutet die Vorfahren der Shawnee als Urheber (Proto-Shawnee). Wissenschaftsgeschichtlich ist der Fels insofern von Bedeutung, als Swauger nach dem Besuch dieses Felsens zum besten Kenner der Petroglyphen in Ohio, Kentucky, den Neuenglandstaaten Maryland, New Jersey, New York, Virginia, West Virginia und in Pennsylvania wurde. Donald Cadzow, Mitglied der State Historical Commission, hatte 1934 die Urheber unter den Algonkin vermutet.
Als Terminus ante quem für die Erschaffung der Gravuren gilt das Jahr 1749, weil der Findling und die Darstellungen von mehreren Mitgliedern einer französischen Expedition unter Leitung von Pierre-Joseph Céléron de Blainville gesehen wurde und diese darüber berichteten. Dabei hatte der Findling für die lokalen Indianer offenbar eine religiöse Bedeutung. Ein Mitglied der Expedition berichtete, dass die begleitenden Führer „den Fels mit abergläubischer Ehrfurcht betrachteten“. Abgesehen von der Begutachtung des Findlings und ihrer Missachtung der „Wilden“, die die Gravuren geschaffen hatten, brachte die Expedition zwei Bleiplättchen an, um den Anspruch Frankreichs auf das Gebiet zu dokumentieren, so wie man es an zahlreichen anderen Landmarken ebenfalls getan hatte. Während einige von ihnen erhalten geblieben sind, sind die am Indian God Rock verloren gegangen. Nach den Aufzeichnungen lautete die Inschrift auf der zweiten Bleiplatte: „Aout 3me, 1749. Enterre une plaque de plomb sur la rive meridionale de la rivière Oyo, a 4 lieues, au dessous de la riviere aux boeufs, vis-à-vis une montagne pelle, et aupres d'une grosse pierre, sur laquelle on voit plusieurs figures essez grossierement gravees.“ (sinngemäß: 3. August 1749. Eine Bleiplatte am südlichen Ufer des Ohio angebracht, vier Leuges unterhalb des ‚Rinderflusses‘, gegenüber einem kühnen Felsen, und auf einem großen Stein, auf dem man mehrere, recht grob eingravierte Figuren sieht).
Im 19. Jahrhundert wurde der Indian God Rock zu einer Attraktion für Reisende, die Dampfschiffe auf dem Allegheny River stoppten dort, um den Passagieren die Gelegenheit zu geben, den Findling zu betrachten. Spätestens im 19. Jahrhundert hatte der Monolith neben der natürlichen Erosion durch Treibholz und Wettereinflüsse demzufolge unter Vandalismus gelitten. So klagte bereits ein Untersuchungsbericht von 1887 darüber, dass Namen eingeritzt worden seien.
Die figuralen Darstellungen sind heute teilweise schwer erkennbar, unter anderem, weil bis in die 1960er Jahre die Gravuren mit Kreide nachgezogen wurden – eine heute nicht mehr denkbare Technik, die die Objekte gefährdet und die Petroglyphen verunklärt. Ähnliches gilt für den zeitweise gebräuchlichen Einsatz von Salz oder Schlamm zur Verdeutlichung der Linien.
Unter diesen Umständen war es äußerst schwierig, den Indian God Rock zum sinnvollen Gegenstand archäologischer Untersuchungen zu machen. Als erster im Tal des Ohio dokumentierter und beforschter Petroglyphen-Findling gilt er als das herausragende Beispiel solcher Felskunst in der Region. Der United States Forest Service bezeichnet den Monolithen als die wichtigste der 75 archäologischen Fundstätten der indianischen Kulturen in diesem Abschnitt des Flusses, der als National Wild and Scenic River ausgewiesen ist.
Lange wurde darüber diskutiert, ob die zeitgenössischen Indianer Urheber der Werke seien, denn sie äußerten sich nicht dazu. Schon Edmund Burke Delabarre vermutete 1928 zwei Gründe dafür. Zum einen erschienen ihnen die Werke möglicherweise als wenig bedeutend, zum anderen sprachen sie gegenüber den nicht-indigenen Wissenschaftlern ungern oder gar nicht über ihre Kultur. Am 14. Mai 1984 hat der National Park Service den Findling in das National Register of Historic Places aufgenommen.
Der Findling, der auch von Wasserfahrzeugen auf dem Fluss aus am linken Ufer sichtbar ist, befindet sich an der Trasse einer nach 1982 stillgelegten Strecke der Pittsburgh and Lake Erie Railroad. Heute führt der Middle Allegheny River Water Trail in der Nähe des Findlings vorbei und die Wanderer können den Indian God Rock von einem Aussichtspunkt aus betrachten. Um einen ungehinderten Blick auf den Fels zu ermöglichen, ohne ihn zu berühren, wurde dazu eine Holzplattform vom Venango Museum of Art, Science & Industry in Oil City und der Allegheny Valley Trails Association errichtet. Letztere errichtete hier auch einen Radweg. Treibende Kräfte waren Jim Holden, Präsident der AVTA, und Beverly Chiarulli, Präsidentin des Pennsylvania Archeological Council. Die Einritzungen der Namen, die überwiegend als bloßer Vandalismus betrachtet werden, wurden 2000 und 2001 selbst als historische Quelle untersucht, denn sie reichen weit ins 19. Jahrhundert zurück.